# Battaglia di Deres
La battaglia di Deres fu un combattimento tra gli Spartani ed i Messeni, avvenuto all'incirca nel 684 a.C., e fu la battaglia principale della seconda guerra messenica. Gli Spartani e i Messeni non avevano alleati al momento dello scontro e l'esito della battaglia fu molto disputato. Dopo la battaglia, i Messeni offrirono ad Aristomene la corona della Messenia, Egli però declinò l'offerta, preferendo invece diventare un generale con potere assoluto.

### Fonti antiche
- Pausania il Periegeta,Periegesi della Grecia, 4.15.4